# La Chapelle royale
Pour les articles homonymes, voir Chapelle royale.
La Chapelle royale est un ensemble vocal français de seize à trente chanteurs fondé en 1977 qui a pour vocation initiale d'interpréter le grand répertoire de la musique baroque française,, du Siècle d'Or, (XVIIe siècle) (Jean-Baptiste Lully, Michel-Richard de Lalande, Henry Du Mont, Marc-Antoine Charpentier, André Campra, Jean Gilles...). 

## Historique
En 1970, alors qu'il est encore étudiant à l'université, Philippe Herreweghe fonde à Gand en Belgique l'ensemble Collegium Vocale Gent avec lequel il développe de nouveaux principes d'interprétation de la musique baroque. Herreweghe et le Collegium Vocale se consacrent alors principalement à la musique baroque allemande et en particulier aux cantates de Bach,.
Il rencontre plus tard le musicologue français Philippe Beaussant,,, spécialiste du siècle de Louis XIV et de la musique baroque, qui soutient à l'époque le mouvement de redécouverte de la musique ancienne et le convainc de fonder à Paris un ensemble qui se consacrerait au répertoire baroque français, négligé à l'époque.
Philippe Herreweghe fonde donc la Chapelle royale à Paris en 1977,,,,,,,,,,,. Il habite à cette époque à Paris mais il retourne très régulièrement dans sa ville natale de Gand où il continue de diriger son propre ensemble, le Collegium Vocale.
Durant les années 1980, la Chapelle royale est, aux côtés de l'ensemble Les Arts florissants de William Christie, un des piliers de la révolution musicale de l'interprétation historiquement informée, lancée dans les années 1970 par Nikolaus Harnoncourt et Gustav Leonhardt. Elle devient un des ensembles phares au niveau mondial dans le domaine du répertoire baroque français et réalise plus de 60 enregistrements pour les labels Harmonia Mundi et Virgin Classics.
Selon les œuvres, l'effectif varie de 16 à 30 chanteurs et de 2 à 30 instrumentistes.
À partir de 1985, Herreweghe associe de plus en plus la Chapelle Royale au Collegium Vocale Gent, dans un répertoire principalement consacré à Jean-Sébastien Bach.
En parallèle, la Chapelle Royale s'ouvre à la musique contemporaine à partir du milieu des années 1980.
En marge de la Chapelle royale, Philippe Herreweghe crée en 1988 l'Ensemble vocal européen de la Chapelle royale, formation dont les membres sont issus des douze pays qui composent alors la Communauté Européenne,,,, et qui a pour objectif d'interpréter le répertoire de la polyphonie Renaissance,.
Outre Herreweghe, la Chapelle royale a été dirigée par de nombreux chefs comme Gustav Leonhardt, Peter Phillips, Michel Corboz, John Eliot Gardiner, Roy Goodman, Sigiswald Kuijken et Bernard Haitink.
L'ensemble est l'un des huit membres fondateurs de la Fédération des ensembles vocaux et instrumentaux spécialisés (FEVIS), créé en 1999,.
En 2001, le chœur de la Chapelle Royale est lauréat du Prix Liliane Bettencourt pour le chant choral, décerné en partenariat avec l’Académie des beaux-arts. Ce prix valorise la qualité musicale de l'ensemble et sa contribution au renouveau de l'art vocal baroque.

## Discographie

### La Chapelle royale
- 1981 : Missa Assumpta est Maria de Giovanni Pierluigi Da Palestrina
- 1981 : Motets pour la Chapelle du Roy de Henry Du Mont
- 1982 : Les Grands Motets de Jean-Philippe Rameau
- 1983 : Armide de Jean-Baptiste Lully (Chœur et Orchestre de la Chapelle Royale)
- 1984 : Les Indes Galantes, suite d'orchestre de Jean-Philippe Rameau (Orchestre de la Chapelle Royale)
- 1985 : Grands Motets de Jean-Baptiste Lully
- 1985 : Motet pour l'offertoire de la messe rouge H 434, Miserere H.219, Pour le Saint Sacrement au reposoir H 346 de Marc-Antoine Charpentier
- 1986 : Motets de Josquin Desprez
- 1987 : Musikalische Exequien de Heinrich Schütz
- 1987 : Messe de Requiem d'André Campra
- 1988 : Requiem [version 1893] de Gabriel Fauré (La Chapelle Royale, Ensemble Musique Oblique)
- 1990 : Requiem de Jean Gilles
- 1991 : Dies irae et Miserere de Michel-Richard de Lalande
- 1991 : Cantates pour basse BWV 82, 56 et 128 de Jean-Sébastien Bach
- 1992 : Berliner Requiem de Kurt Weill (La Chapelle Royale ,Ensemble Musique Oblique)
- 1992 : Le Tombeau de Henri Ledroit de Jacques Lenot

### La Chapelle royale avec le Collegium Vocale Gent
- 1984 : Motets & Psaumes de Felix Mendelssohn-Bartholdy (La Chapelle Royale et le Collegium Vocale Gent)
- 1985 : Matthäus Passion BWV 244 de Jean-Sébastien Bach (La Chapelle royale, Collegium Vocale Gent)
- 1986 : Grands Motets de Jean-Sébastien Bach (Chœur & Orchestre de La Chapelle Royale, Collegium Vocale Gent)
- 1987 : Motets de Johannes Brahms (La Chapelle Royale de Paris, Collegium Vocale Gent)
- 1987 : Trauerode de Jean-Sébastien Bach (Collegium Vocale Gent, La Chapelle Royale)
- 1987 : Vespro della Beata Vergine de Claudio Monteverdi (La Chapelle royale, Collegium Vocale Gent, Saqueboutiers de Toulouse)
- 1988 : Psaumes de Felix Mendelssohn-Bartoldy (La Chapelle Royale, Collegium Vocale Gent, Ensemble Orchestral de Paris)
- 1988 : Johannes Passion BWV 245 de Jean-Sébastien Bach (Collegium Vocale Gent, Orchestre de La Chapelle royale)
- 1990 : Messe in e-Moll, Geistlische Chöre de Anton Bruckner (La Chapelle Royale, Collegium Vocale Gent, Ensemble Musique Oblique)
- 1990 : Ich hatte viel Bekümmernis, cantates BWV 21 & 42  de Jean-Sébastien Bach (La Chapelle royale, Collegium Vocale Gent)
- 1990 : Magnificat BWV 243 de Jean-Sébastien Bach (La Chapelle royale, Collegium Vocale Gent)
- 1991 : Messe en ut mineur de Wolfgang Amadeus Mozart (La Chapelle Royale, Collegium Vocale Gent, Orchestre des Champs-Élysées)
- 1993 : Medeamaterial de Pascal Dusapin (Orchestre de la Chapelle Royale, Collegium Vocale Gent)
- 1993 : Elias de Felix Mendelssohn-Bartholdy (La Chapelle Royale, Collegium Vocale Gent, Orchestre des Champs-Élysées)
- 1993 : Armide de Jean-Baptiste Lully (Chœur et orchestre du Collegium Vocale Gent et de la Chapelle Royale)
- 1994 : Ein Sommernachtstraum, Die Hebriden de Felix Mendelssohn-Bartholdy (Chœur de la Chapelle Royale et du Collegium Vocale Gent, Orchestre des Champs-Élysées)
- 1995 : Missa Solemnis de Ludwig van Beethoven(La Chapelle Royale, Collegium Vocale Gent, Orchestre des Champs-Élysées)
- 1996 : Paulus de Felix Mendelssohn-Bartholdy (La Chapelle Royale, Collegium Vocale Gent, Orchestre des Champs-Élysées)
- 1996 : Ein deutsches Requiem op. 45 de Johannes Brahms (La Chapelle Royale, Collegium Vocale Gent, Orchestre des Champs-Élysées)
- 1997 : L'Enfance du Christ d'Hector Berlioz (La Chapelle Royale, Collegium Vocale Gent, Orchestre des Champs-Élysées)
- 1998 : Szenen aus Goethes Faust de Robert Schumann (Collegium Vocale Gent, La Chapelle Royale, RIAS Kammerchor, Orchestre des Champs-Élysées)
- 1999 : Symphonie N°9 de Ludwig van Beethoven (La Chapelle Royale, Collegium Vocale Gent, Orchestre des Champs-Élysées)
- 2000 : Messe en si mineur / Magnificat de Jean-Sébastien Bach (Collegium Vocale Gent, La Chapelle Royale)

### Ensemble vocal européen de la Chapelle royale
- 1989 : Les Lamentations de Jérémie de Roland de Lassus
- 1990 : Sabbato Sancto, Responsoria de Carlo Gesualdo et Requiem de Sandro Gorli
- 1991 : Missa In Illo Tempore de Claudio Monteverdi
- 1992 : Missa Viri Galilaei, Motet Viri Galilaei et Magnificat Primi Toni de Giovanni Pierluigi da Palestrina (Ensemble vocal européen de la Chapelle royale et Ensemble Organum)
- 1992 : Missa super Dixit Maria de Hans Leo Hassler
- 1994 : Lagrime di San Pietro de Roland de Lassus
- 1996 : Israelis Brünnlein de Johann Hermann Schein
- 1997 : Missa Miserere Mihi Domine de Manuel Cardoso

Tous ces enregistrements sont parus chez Harmonia Mundi.